# Sopronnémeti, Győr-Moson-Sopron
Sopronnémeti  este un sat în districtul Csorna, județul Győr-Moson-Sopron, Ungaria, având o populație de 274 de locuitori (2011). 

## Demografie
Componența etnică a satului Sopronnémeti
     Maghiari (100%)
Componența confesională a satului Sopronnémeti
     Romano-catolici (39,78%)
     Luterani (36,5%)
     Fără religie (9,12%)
     Reformați (1,09%)
     Necunoscută (13,5%)
Conform recensământului din 2011, satul Sopronnémeti avea 274 de locuitori. Din punct de vedere etnic, majoritatea locuitorilor (100,0%) erau maghiari. Nu există o religie majoritară, locuitorii fiind romano-catolici (39,78%), luterani (36,5%), persoane fără religie (9,12%) și reformați (1,09%). Pentru 13,5% din locuitori nu este cunoscută apartenența confesională.